# Cotinusa
Genre
Synonymes
- Gophoa Simon, 1901
- Gertschnusa Mello-Leitão, 1947

Cotinusa est un genre d'araignées aranéomorphes de la famille des Salticidae.

## Distribution
Les espèces de ce genre se rencontrent en Amérique latine sauf Cotinusa splendida du Pakistan.

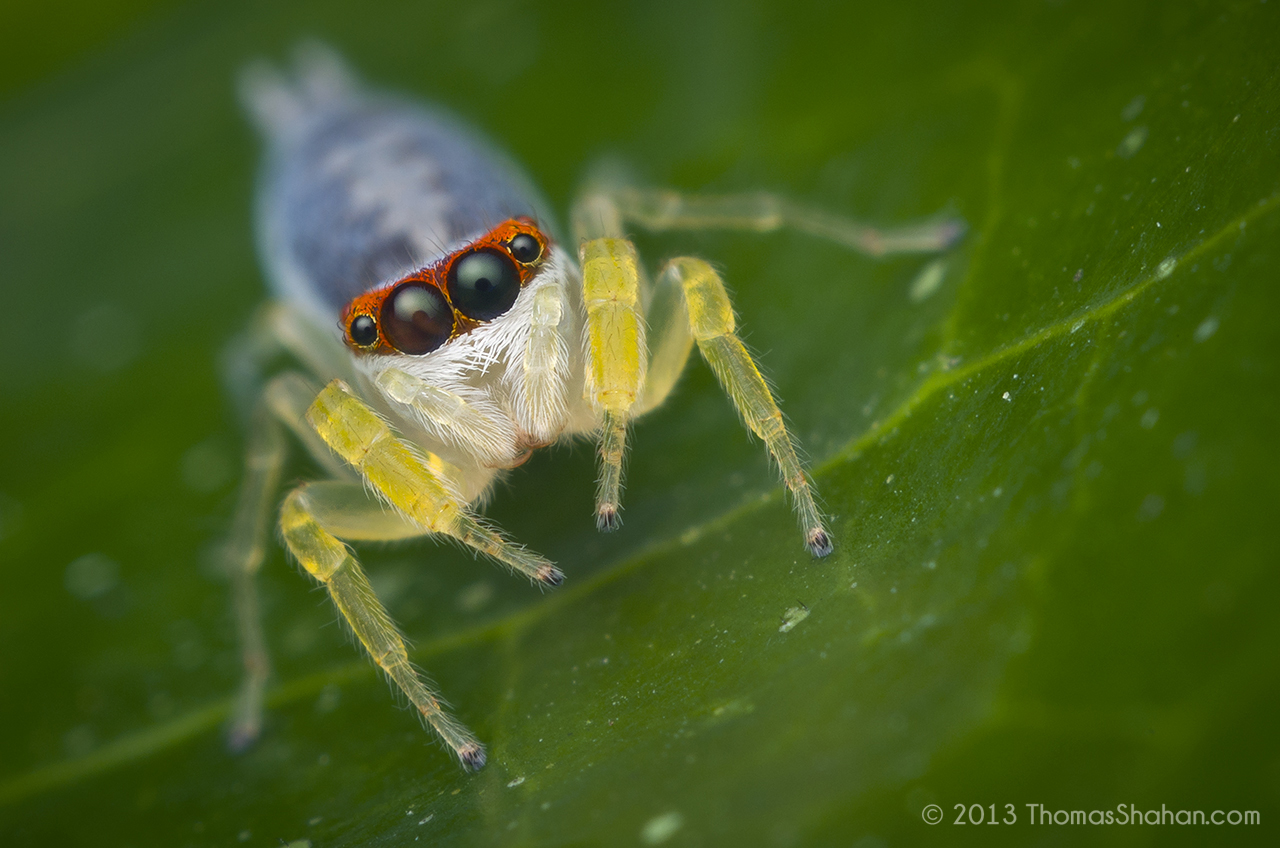
Cotinusa

## Liste des espèces
Selon World Spider Catalog (version 18.0, 27/03/2017) :
- Cotinusa adelae Mello-Leitão, 1944
- Cotinusa albescens Mello-Leitão, 1945
- Cotinusa bisetosa Simon, 1900
- Cotinusa bryantae Chickering, 1946
- Cotinusa cancellata (Mello-Leitão, 1943)
- Cotinusa deserta (Peckham & Peckham, 1894)
- Cotinusa dimidiata Simon, 1900
- Cotinusa distincta (Peckham & Peckham, 1888)
- Cotinusa fenestrata (Taczanowski, 1878)
- Cotinusa furcifera (Schenkel, 1953)
- Cotinusa gemmea (Peckham & Peckham, 1894)
- Cotinusa gertschi (Mello-Leitão, 1947)
- Cotinusa horatia (Peckham & Peckham, 1894)
- Cotinusa irregularis (Mello-Leitão, 1945)
- Cotinusa leucoprocta (Mello-Leitão, 1947)
- Cotinusa magna (Peckham & Peckham, 1894)
- Cotinusa mathematica (Mello-Leitão, 1917)
- Cotinusa melanura Mello-Leitão, 1939
- Cotinusa puella Simon, 1900
- Cotinusa pulchra Mello-Leitão, 1917
- Cotinusa rosascostai Mello-Leitão, 1944
- Cotinusa rubriceps (Mello-Leitão, 1947)
- Cotinusa septempunctata Simon, 1900
- Cotinusa setosa (Mello-Leitão, 1947)
- Cotinusa simoni Chickering, 1946
- Cotinusa soesilae Makhan, 2009
- Cotinusa splendida (Dyal, 1935)
- Cotinusa stolzmanni (Taczanowski, 1878)
- Cotinusa trifasciata (Mello-Leitão, 1943)
- Cotinusa trimaculata Mello-Leitão, 1922
- Cotinusa vittata Simon, 1900

## Publication originale
- Simon, 1900 : Descriptions d'arachnides nouveaux de la famille des Attidae. Annales de la Société Entomologique de Belgique, vol. 44, p. 381-407 (texte intégral).